# Peau de banane (film)
Pour les articles homonymes, voir Peau de banane (homonymie).
Pour plus de détails, voir Fiche technique et Distribution.
Peau de banane est un film franco-italien réalisé par Marcel Ophuls et sorti en 1963. 

## Synopsis
Cathy veut venger son père en dépouillant Bontemps & Lachard, deux ex-associés véreux de celui-ci dont ils ont causé la ruine. Elle fait appel pour cela à trois spécialistes, « Charlie Beau Sourire », « Reynaldo » et son ex-mari, Michel. Le quatuor retrouve d’abord Bontemps et leur intelligent stratagème entraîne rapidement la ruine de ce dernier. Puis Cathy, préférant ne partager le gâteau qu'avec Michel, dont les sentiments amoureux se réveillent, sème astucieusement ses complices Charlie et Reynaldo. Mais ceux-ci retrouvent le couple et réclament leur part sans plus attendre. Ensuite, les tourtereaux vengeurs mettent la main sur Lachard qui réside sur la Côte d'Azur. Quelle n'est pas leur surprise en découvrant qu'il est toujours acoquiné avec le « vrai Bontemps ». Ils se sont trompés en escroquant le « premier Bontemps », qui n’était qu'un innocent homonyme. Ils s’empressent de réparer leur bévue en remboursant leur victime, et réussissent à causer la ruine de l'authentique Lachard.

## Fiche technique
- Titre original : Peau de banane
- Titre italien : Buccia di banana
- Réalisation : Marcel Ophuls
- Scénario : Claude Sautet d’après le roman de Charles Williams, Nothing in Her Way (1953[Note 1])
- Adaptation : Marcel Ophuls, Claude Sautet
- Dialogues : Daniel Boulanger, Marcel Ophüls, Claude Sautet
- Assistants à la réalisation : Costa-Gavras, Claude Zidi
- Coopération technique : Claude Pinoteau
- Décors : Georges Wakhevitch, assisté de René Calviera
- Ensemblier : Robert Christidès
- Costumes : robes et tailleurs de Pierre Cardin pour Jeanne Moreau
- Maquillages : Jean-Paul Ulysse
- Coiffures : Simone Knapp
- Photographie : Jean Rabier
- Cadrage : Alain Levent, assisté de Claude Zidi et Jean-Michel Humeau
- Montage : Monique Kirsanoff, assistée de Monique Rizzon
- Son : André Hervé
- Perchman : Gérard Manneveau
- Musique : Ward Swingle (en) (éditions Méridian[2])
- Photographe de plateau : Raymond Cauchetier
- Scripte : Annie Morel
- Régisseurs adjoints : Alain Belmondo, Clo d'Alban
- Directeur de production : Paul-Edmond Decharme
- Sociétés de production : CCM (Compania Cinematografica Mondiale, Italie), Capitole Films (France), Sud-Pacifique Films (Papeete)
- Sociétés de distribution : Les Films du Jeudi/De la Pléiade (France)[3], CCFC (Compagnie commerciale française cinématographique)[4], Omnia (vente à l'étranger)
- Pays d’origine :  France,  Italie
- Langue originale : français
- Format : noir et blanc — 35 mm — 2,35:1 (Franscope) — son monophonique
- Tirage : Laboratoire SIM
- Genre : comédie
- Durée : 105 minutes
- Dates de sortie : 
  - Italie : 25 septembre 1963
  - France : 16 octobre 1963
- Classifications et visa CNC : mention « tous publics », visa d'exploitation no 27376 délivré le 7 août 1963

## Distribution
- Jean-Paul Belmondo : Michel Thibault dit « Pollard »
- Jeanne Moreau : Cathy, l'ex-femme de Michel, alias Madame Volney
- Claude Brasseur : Charlie Meyer dit « Beau Sourire »
- Jean-Pierre Marielle : Paul Reynaldo, escroc notoire
- Gert Fröbe (voix française : Yves Brainville) : Raymond Lachard
- Alain Cuny : Hervé Bontemps
- Paulette Dubost : Germaine Bontemps
- Charles Régnier : le vrai Bontemps
- Henri Poirier : Antoine
- Bob Morel : un truand
- Pierre Mirat : Garibaldi, le bookmaker
- Cathy Baïeff : la compagne de Lachard
- Dominique Zardi : l'employé du bookmaker au téléphone
- Franck Maurice : un turfiste
- Maurice Auzel

## Production

### Casting
- Marcel Ophuls livre une comédie réunissant à nouveau le couple vedette Moreau-Belmondo, déjà protagoniste du dramatique et durassien Moderato cantabile de Peter Brook en 1960, et autour d'eux rien moins que Claude Brasseur, Jean-Pierre Marielle, et Alain Cuny.
- Jean-Paul Belmondo est venu par deux fois à Martigues lors des tournages des premiers longs métrages de fiction de fils de deux talentueux réalisateurs[Note 2]. En 1961, il est en compagnie de Pierre Vaneck dans les garrigues martégales du hameau de La Couronne pour le dramatique Un nommé La Rocca[Note 3] réalisé par Jean Becker (fils de Jacques Becker), tandis qu’en 1963 il se retrouve de nouveau à La Couronne et sur des quais du centre-ville pour quelques plans de la comédie Peau de banane. Deux productions franco-italiennes filmées en noir et blanc par des fils qui deviendront à leur tour de célèbres cinéastes.

### Équipe
Pas moins de quatre jeunes ou futurs réalisateurs, qui mèneront par la suite une brillante carrière, entourent Marcel Ophuls sur le film  : Claude Sautet (qui a déjà réalisé deux longs) pour l'écriture, Claude Pinoteau (assistant chevronné, mais qui attendra dix ans sa première réalisation) comme coopérant technique, Costa-Gavras (un inconnu qui fera son premier film deux ans plus tard) et Claude Zidi (qui n'a travaillé que comme cadreur et réalisera son premier film huit ans plus tard) tous deux comme assistants.

### Tournage
- Période de prises de vue : février à fin avril 1963[3].
- Intérieurs : Paris-Studio-Cinéma[3] (Boulogne-Billancourt, Hauts-de-Seine) et studios de la Victorine : 
  - Alpes-Maritimes : 
    - Cannes (scènes non identifiées),
    - Èze : restaurant « À votre Èze chez Justin »[Note 4] (scène où Cathy et Raymond Lachard sont installés sur la terrasse dominant la baie et le Cap Ferrat),
    - Nice : hôtel Negresco  (nombreuses scènes) sur la promenade des Anglais. Aéroport de Nice-Côte d’Azur (scènes où Michel ouvre une consigne puis remet sa valise à la fleuriste, avant de revenir récupérer celle-ci avec Cathy).
    - Gard : Le Grau-du-Roi, plage de l'Espiguette (scène dans les dunes - jeep immatriculée 30)

  - Bouches-du-Rhône : 
    - Camargue[Note 5] (scènes dans des dunes où l'action est censée se dérouler à Belle-Île-en-Mer dans le Morbihan),
    - Martigues :
      - Les scènes censées se dérouler dans un port de Belle-Île-en-Mer ont vraisemblablement été tournées à Carro, petit port de pêche à proximité de La Couronne, deux hameaux de Martigues situés sur la Côte Bleue[Note 6],
      - Plage du Verdon à La Couronne (Michel attend vainement l'arrivée de Cathy dans une crique Belle-Île-en-Mer),
      - Centre-ville devant l'ancien pont métallique de Ferrières (scène où Michel débarque quai Paul Doumer, vole une voiture et s'en va en empruntant les quais des Girondins et Maurice Tessé).

  - Nord (scènes non identifiées)[3].
  - Paris : 
    - 8e arrondissement : 
      - Station de bus « Lord Byron », avenue de Friedland près de l'Arc de triomphe de l'Étoile (scène où Michel Thibault revient à Paris au volant de la voiture qu'il a volée),

    - 16e arrondissement : 
      - Hippodrome Paris-Longchamp (scènes du début où Michel rencontre Charlie, Reynaldo et renoue avec Cathy),

    - 18e arrondissement : rue Ravignan et place Émile-Goudeau à Montmartre (scène où Michel Thibault se rend à l'hôtel Paradis).
- Les séquences aériennes ont été tournées avec la participation de Héli-Union.